# داراکیش
داراکیش (کنادا: ದ್ವಾರಕೀಶ್؛ ۱۹ اوت ۱۹۴۲ – ۱۶ آوریل ۲۰۲۴) کارگردان و هنرپیشه اهل هند بود. وی از سال ۱۹۶۳ تا ۲۰۲۴ میلادی مشغول فعالیت بوده‌است.